# Mariä Himmelfahrt (Karpfham)

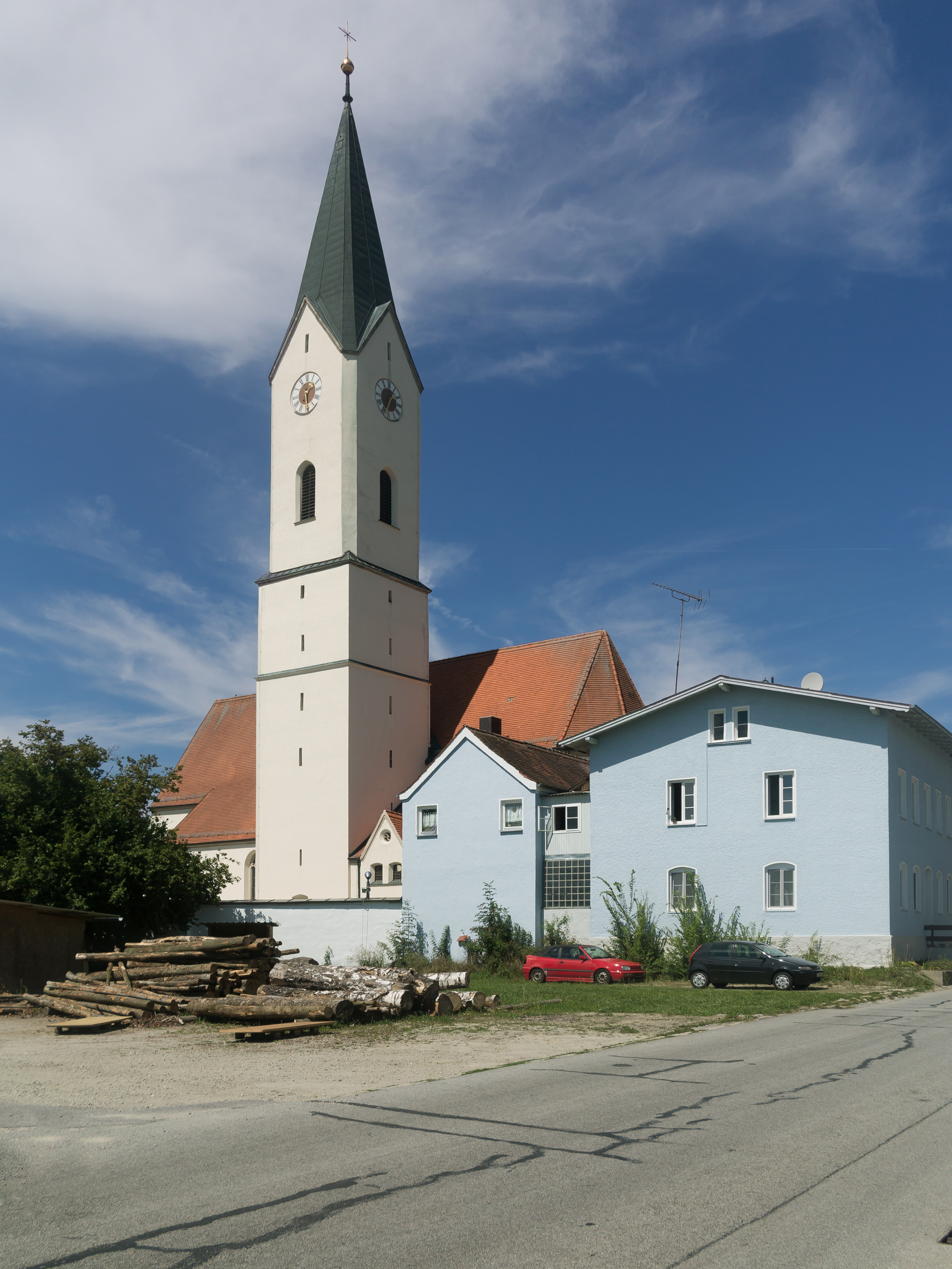
St. Mariä Himmelfahrt von Südosten (2017)

St. Mariä Himmelfahrt ist eine römisch-katholische Kirche im Ortsteil Karpfham von Bad Griesbach im Rottal, die in den 1470er-Jahren erbaut wurde. Sie ist die Pfarrkirche der gleichnamigen Pfarrgemeinde, die zusammen mit den Pfarreien Heilige Familie (Bad Griesbach), Heilige Dreifaltigkeit (St. Salvator), St. Valentin (Reutern) und St. Johannes der Täufer (Weng) den Pfarrverband Bad Griesbach im Dekanat Pocking (Bistum Passau) bildet. Die Kirche wurde unter Nr. D-2-75-124-104 in die Liste der Baudenkmäler in Bayern aufgenommen.

## Geschichte
Eine erste Kirche in Karpfham könnte es nach der Gründung des Bistums Passau im Jahre 739 und dem Aufbau eines Netzes von Kirchen und Seelsorgestellen bereits im 8. Jahrhundert gegeben haben. In einer Urkunde aus der ersten Hälfte des 11. Jahrhunderts, als Bischof Berengar wegen der anwachsenden Bevölkerung das Pfarreiensystem mit festen Sprengeln im Bistum ausbaute, wurde Karpfham als „Pfarrei“ genannt, in der auch Weinbau betrieben wurde. Karpfham gehört somit zu den ältesten Pfarreieinrichtungen im Bistum Passau und umfasste auch das Gebiet der später ausgegliederten Pfarreien Griesbach und Weng. Als erster namentlich bekannter Pfarrer (parrochianus) ist um 1180 Pilgerim bezeugt, als er als Zeuge bei einem urkundlich fixierten Rechtsvorgang auftrat.
Bischof Reginmar (1121–1138) übertrug die Pfarreirechte in Karpfham an das Passauer Domkapitel, das als juristische Person der eigentliche Pfarrer war. Die Seelsorge in der Pfarrei leistete ein vom Domkapitel bestellter und besoldeter Vikar. Die Inkorporation der Pfarrei an das Domkapitel wird am 10. April 1179 von Papst Alexander III. und 1182 von Papst Lucius III. bestätigt. Die Pfarrei Karpfham war offenbar begütert und besaß viele Liegenschaften. Mehrfach waren höhere Geistliche Pfarrer in Karpfham, so der Domherr Otto von Tuschelsen zu Söldenau († 1340), Bruder des Vizedoms an der Rott Schweiker I. Tuschl von Söldenau. Ihr Neffe Heinrich Tuschl stiftet 1376 in Karpfham eine „ewige Messe“. Karpfham war vom 13. bis zum 15. Jahrhundert Ziel einer Wallfahrt zur Gottesmutter Maria, was im späten 13. Jahrhundert zum Bau einer größeren, spätromanischen Kirche führte, von der der untere Teil des Turms erhalten ist.
1550 wurden Weng und 1634 Griesbach zu unselbständigen Pfarrvikariaten erhoben, bis sie dann 1807 bzw. 1805 als selbständige Pfarreien aus der Mutterpfarrei Karpfham ausgegliedert wurden. Karpfham wurde 1648 von einer Pfründestelle des Domkapitels in Passau wieder zu einer Pfarrstelle, deren Pfarrer vom Passauer Bischof frei ernannt wurde. In der Folgezeit waren oft Priester aus Österreich Pfarrer in Karpfham.
Von 1864 bis 1964 bestanden neben der Kirche ein Kloster und eine Schule der Englischen Fräulein, deren Gebäude jetzt als Pfarrhof dienen. Die Vierzehn-Nothelfer-Kapelle, um 1500 erbaut, war Institutskapelle. Die Pfarrei Karpfham zählt heute etwa 1200 Katholiken. Zum Pfarrgebiet gehört auch das Kurgebiet von Bad Griesbach, wo 1991/92 ein Ökumenisches Kurseelsorgezentrum mit der ökumenischen Emmauskirche entstand.

## Bau und Ausstattung

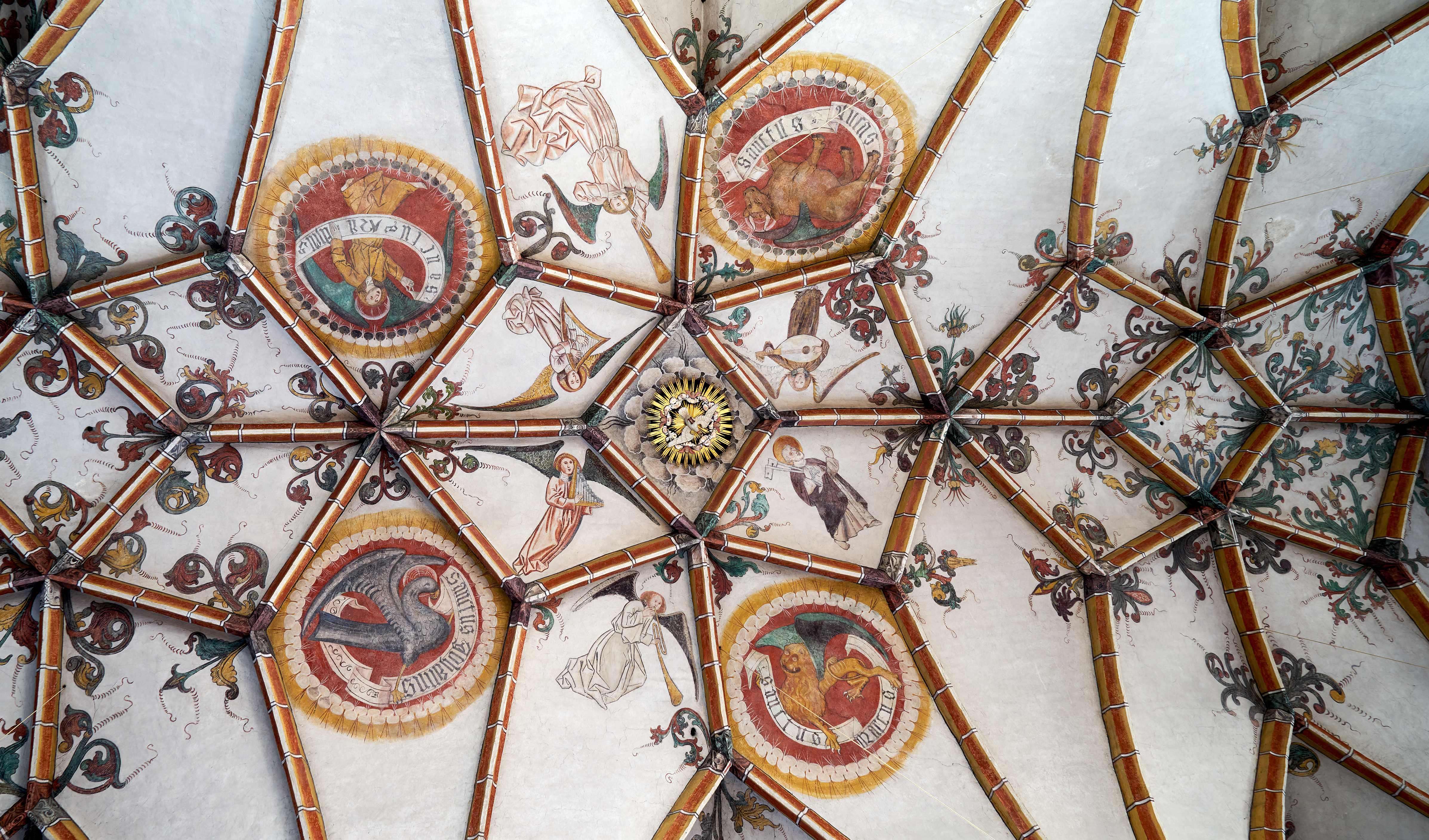
Pflanzenranken-Malereien im Gewölbe des Kirchenschiffs

Die heutige Kirche an der Rottalstraße 26 in der Ortsmitte von Karpfham entstand in den 1470er-Jahren als spätgotischer einschiffiger Gewölbebau mit teilweise eingezogenen Strebepfeilern in Ost-West-Ausrichtung, der nördlich an den Kirchturm der Vorgängerkirche aus dem späten 13. Jahrhundert angebaut wurde. Der Langhaussaal mit Maßwerkfenstern hat vier Joche, eine Länge von etwa 40 m, eine Breite von etwa 12 m und verfügt über eine dreiachsige Empore an der Westseite. Ausweislich von Jahreszahlen am Gebäude wurden 1470 das Kirchenschiff, 1473 die Seitenkapelle, 1476 die Wände des Chors mit 5/8-Schluss und 1477 die Chorwölbung von Baumeister Michael Sallinger errichtet, der auch die Wehrkirche Kößlarn gebaut hatte. Das als Achtzackenstern ausgebildete Chorgewölbe ist wahrscheinlich vom Chor der Klosterkirche St. Maria und Markus in Reichenau-Mittelzell inspiriert, im Gewölbe des Kirchenschiffs mit Pflanzenranken-Malereien aus der Entstehungszeit sind Einflüsse der Wiener Dombauschule zu erkennen. 1730 bis 1737 wurde die Kirche im Barockstil ausgestattet, zum Teil von dem in Griesbach lebenden Bildhauer Wenzeslaus Jorhan. Der Turm trug ab 1707 eine Zwiebelhaube, erhielt jedoch 1873 im Rahmen der Regotisierung der Kirche seinen spitzen Helm. Ebenfalls im 19. Jahrhundert wurden an der Nordseite die Sakristei und die Lourdeskapelle angebaut.
Dem Südportal mit reich profiliertem Gewände und verzweigten Schmiedeeisenbeschlägen ist eine Vorhalle mit spätgotischem Gewölbe vorgelagert; im Tympanon über dem Portal ist die Krönung Mariens durch die Dreifaltigkeit dargestellt, entstanden im späten 15. Jahrhundert. Das marmorne Weihwasserbecken stammt aus dem 18. Jahrhundert.
Im Chorbogen hängt ein spätgotisches großes Kruzifix aus der zweiten Hälfte des 15. Jahrhunderts. Der Hochaltar kam, wie die beiden Seitenaltäre und die Kanzel, im Rahmen der Regotisierung in die Kirche und wurde 1854–67 nach einem Entwurf von Leonhard Schmidtner aus Landshut durch Anselm Sickinger aus München ausgeführt. Er hat die Form eines gotischen Flügelaltars, der im Altarschrein, entsprechend dem Kirchenpatrozinium, die Himmelfahrt Mariens im Kreis der Apostel zeigt, darüber Mose und zwei Propheten. Oberhalb des Schreins findet sich die plastische Darstellung der Krönung Mariens durch Gott Vater, Gott Sohn und den Heiligen Geist in Gestalt einer Taube. Die Altarflügel enthalten Szenen aus dem Leben der Gottesmutter Maria. Das Figurenprogramm des linken Seitenaltars mit Maria und ihren Eltern Anna und Joachim weist ihn als „Sippenaltar“ aus, der rechte Altar ist dem heiligen Stephanus gewidmet. Beide Seitenaltäre zeigen außerdem weitere Heilige und auf den Flügelaußenseiten, die in der Passionszeit zu sehen sind, Szenen aus dem Leiden Christi.
Vier Reliefs des frühesten Flügelaltarreliefs aus der Wallfahrtskirche mit Darstellungen aus dem Leben Mariens, entstanden um 1525, hängen heute beiderseits an den Wänden des Chors. Sie waren 1866 von Bischof Heinrich von Hofstätter nach Passau gebracht worden und wurden 2003 nach Karpfham zurückgegeben.
Der Hauptaltar stammt von Curt Porzky und entstand im Jahr 1974. Die Kirchenbänke bieten Sitzplätze für 200 Personen und haben seit 1975 neugotische Wangen. Die fünf Glocken haben insgesamt ein Gewicht von 5379 kg.